# أحمد السيد (كاتب)
أحمد السيد (1957 - 14 يوليو 2024)، هو كاتب وممثل سوري. ولأحمد السيد سجل حافل، خاصة في الدراما الإذاعية، يصل إلى نحو 3 آلاف ساعة إذاعية، كما له مساهمات في كتابة الدراما التلفزيونية أو المشاركة فيها كممثل. ومن أبرز أعماله التلفزيونية مشاركته في كتابة مسلسل "عودة غوار" مع الممثل دريد لحام. وفي رمضان الفائت قدّم مسلسل "الصديقات"، وكان السيد عبر مسيرته الفنية والدرامية الممتدة لأربعة عقود صاحب اهتمامات وإبداعات متنوعة في المسرح والتلفزيون والإذاعة، حاول من خلالها تلمس هموم الناس والقضايا الشائكة.

## من أعماله
- من أبرز أعماله:
- مسلسل "عودة غوار".
- مسلسل "يوميات شو عم يصير"، (الذي يرصد المشاكل اليومية للمواطن بقالب خفيف من إخراج محسن غازي)، * "محكمة الضمير" (الذي يُذاع أسبوعياً منذ 17 عاماً ووصل عدد حلقاته لأكثر من 500 حلقة، وهو برنامج درامي يبحث في القضايا والجرائم الخاضعة لمحاكمة الضمير قبل القانون)،
- برامج "خزانة العرب" و"حزورة رمضان" و"هن في عيون الأدب" و"حكاية من رواية ليالي وأحداث".

## وفاته
توفي صباح يوم الأحد 14 يوليو 2024، عن عمر ناهز 67 عاماً بعد معاناة مع المرض. وذكرت منصات إعلامية سورية أن السيد توفي نتيجة مضاعفات عمل جراحي خضع له قبل أشهر.